# A síkvízi kenuzás világbajnokainak listája

Az alábbi táblázatok a síkvízi kenuzás világbajnokait ismerteti. A síkvízi kajakozás világbajnokait, a maratoni kajak-kenu és a szlalomkajak-kenu világbajnokait külön táblázatok tartalmazzák.

## Férfiak

### 200 m-es versenyszámok

#### Egyes, páros, négyes
| Év, helyszín     | Kenu egyes (C1)        | Kenu egyes (C1) | Kenu páros (C2)                             | Kenu páros (C2)  | Kenu négyes (C4)                                                                         | Kenu négyes (C4) |
| 1994 Mexikóváros | Nikolaj Buhalov        | Bulgária        | Alekszandr Maszejkov, Dmitrij Dovgaljonok   | Fehéroroszország |                                                                                          |                  |
| 1995 Duisburg    | Nikolaj Buhalov        | Bulgária        | Kolonics György, Horváth Csaba              | Magyarország     | Hoffmann Ervin, Szabó Attila, Kolonics György, Horváth Csaba                             | Magyarország     |
| 1997 Dartmouth   | Belicza Béla           | Magyarország    | Thomas Zereske, Christian Gille             | Németország      | Alekszandr Maszejkov, Andrej Beljajev, Anatolij Renejszkij, Vlagyimir Marinov            | Fehéroroszország |
| 1998 Szeged      | Martin Doktor          | Csehország      | Thomas Zereske, Christian Gille             | Németország      | Petr Procházka, Tomás Krivánek, Petr Fuksa, Karel Kozisek                                | Csehország       |
| 1999 Milánó      | Makszim Opaljov        | Oroszország     | Konsztantyin Fomicsev, Alekszandr Artyemida | Oroszország      | Roman Krugljakov, Vlagyimir Ladoha, Konsztantin Fomicsev, Andrej Kabanov                 | Oroszország      |
| 2001 Poznań      | Dimitro Szablin        | Ukrajna         | Pawel Baraszkiewicz, Daniel Jedraszko       | Lengyelország    | Malomsoki Sándor, Iván Gábor, Zala György, Vasali László                                 | Magyarország     |
| 2002 Sevilla     | Makszim Opaljov        | Oroszország     | Ledi F. Balceiro, Ibrahim Rojas             | Kuba             | Roman Krugljakov, Szergej Uljegin, Alekszandr Kosztoglod, Makszim Opaljov                | Oroszország      |
| 2003 Gainesville | Makszim Opaljov        | Oroszország     | Pawel Baraszkiewicz, Daniel Jedraszko       | Lengyelország    | Roman Krugljakov, Szergej Uljegin, Alekszandr Kosztoglod, Makszim Opaljov                | Oroszország      |
| 2005 Zágráb      | Valentyin Gyemjanyenko | Ukrajna         | Jevgenyij Ignatov, Nyikolaj Lipkin          | Oroszország      | Alekszandr Kovaljov, Alekszandr Kosztoglod, Roman Krugljakov, Makszim Opaljov            | Oroszország      |
| 2006 Szeged      | Nyikolaj Lipkin        | Oroszország     | Jevgenyij Ignatov, Ivan Stil                | Oroszország      | Petr Prochaska, Jiri Heller, Jan Brecka, Petr Fuksa                                      | Csehország       |
| 2007 Duisburg    | Jurij Cseban           | Ukrajna         | Jevgenyij Ignatov, Ivan Stil                | Oroszország      | Horváth Gábor, Balázs Péter, Joób Márton, Sarudi Pál                                     | Magyarország     |
| 2009 Dartmouth   | Valentyin Gyemjanyenko | Azerbajdzsán    | Thomas Gadeikis, Raimundas Labuckas         | Litvánia         | Aljakszandr Bahdanovics, Dmitrij Rabcsanka, Aljakszandr Vaucsetszkij, Andrej Bahdanovics | Fehéroroszország |
| 2010 Poznań      | Ivan Stil              | Oroszország     | Thomas Gadeikis, Raimundas Labuckas         | Litvánia         |                                                                                          |                  |
| 2011 Szeged      | Valentyin Gyemjanyenko | Azerbajdzsán    | Thomas Gadeikis, Raimundas Labuckas         | Litvánia         |                                                                                          |                  |
| 2013 Duisburg    | Valentyin Gyemjanyenko | Azerbajdzsán    | Robert Nuck, Stefan Holtz                   | Németország      |                                                                                          |                  |
| 2014 Moszkva     | Jurij Cseban           | Ukrajna         | Robert Nuck, Stefan Holtz                   | Németország      |                                                                                          |                  |

#### 4×200 m kenu egyes váltó
| Év             | Csapat (4×200 m C1)                                                 | Csapat (4×200 m C1) |
| 2009 Dartmouth | Jevgenyij Ignatov, Nyikolaj Lipkin, Viktor Melantyev, Ivan Stil     | Oroszország         |
| 2010 Poznań    | Ivan Stil, Mihail Pavlov, Nyikolaj Lipkin, Jevgenyij Ignatov        | Oroszország         |
| 2011 Szeged    | Ivan Stil, Jevgenyij Ignatov, Alekszej Korovaskov, Viktor Melantyev | Oroszország         |

### 500 m-es versenyszámok
| Év, helyszín     | Kenu egyes (C1)       | Kenu egyes (C1)  | Kenu páros (C2)                                   | Kenu páros (C2) | Kenu négyes (C4)                                                                     | Kenu négyes (C4) |
| 1971 Belgrád     | Detlef Lewe           | NSZK             | Georghe Danielov, Georghe Simionov                | Románia         |                                                                                      |                  |
| 1973 Tampere     | Darvas Miklós         | Magyarország     | Oleg Kalidov, Vitalij Szlobogyenyuk               | Szovjetunió     |                                                                                      |                  |
| 1974 Mexikóváros | Szergej Petrenko      | Szovjetunió      | Alekszandr Vinogradov, Mihail Lobanov             | Szovjetunió     |                                                                                      |                  |
| 1975 Belgrád     | Szergej Petrenko      | Szovjetunió      | Alekszandr Vinogradov, Mihail Lobanov             | Szovjetunió     |                                                                                      |                  |
| 1977 Szófia      | Lipat Varabiev        | Románia          | Foltán László, Vaskuti István                     | Magyarország    |                                                                                      |                  |
| 1978 Belgrád     | Ljuben Ljubenov       | Bulgária         | Foltán László, Vaskuti István                     | Magyarország    |                                                                                      |                  |
| 1979 Duisburg    | Szergej Posztrehin    | Szovjetunió      | Ivan Patzajachin, Petre Capusta                   | Románia         |                                                                                      |                  |
| 1981 Nottingham  | Olaf Heukrodt         | NDK              | Foltán László, Vaskuti István                     | Magyarország    |                                                                                      |                  |
| 1982 Belgrád     | Olaf Heukrodt         | NDK              | Matija Ljubek, Mirko Nisovic                      | Jugoszlávia     |                                                                                      |                  |
| 1983 Tampere     | Costica Olaru         | Románia          | Matija Ljubek, Mirko Nisovic                      | Jugoszlávia     |                                                                                      |                  |
| 1985 Mechelen    | Olaf Heukrodt         | NDK              | Sarusi Kis János, Vaskuti István                  | Magyarország    |                                                                                      |                  |
| 1986 Montréal    | Olaf Heukrodt         | NDK              | Sarusi Kis János, Vaskuti István                  | Magyarország    |                                                                                      |                  |
| 1987 Duisburg    | Olaf Heukrodt         | NDK              | Marek Lbik, Marek Dopierala                       | Lengyelország   |                                                                                      |                  |
| 1989 Plovdiv     | Mihail Szlivinszkij   | Szovjetunió      | Viktor Renyejszkij, Nyikolaj Zsuravszkij          | Szovjetunió     | Jurij Gurin, Nyikolaj Zsuravszkij, Viktor Renyejszkij, Valerij Vesko                 | Szovjetunió      |
| 1990 Poznań      | Mihail Szlivinszkij   | Szovjetunió      | Viktor Renyejszkij, Nyikolaj Zsuravszkij          | Szovjetunió     | Jurij Gurin, Nyikolaj Zsuravszkij, Viktor Renyejszkij, Valerij Vesko                 | Szovjetunió      |
| 1991 Párizs      | Mihail Szlivinszkij   | Szovjetunió      | Pálizs Attila, Szabó Attila                       | Magyarország    | Jurij Gurin, Nyikolaj Zsuravszkij, Viktor Renyejszkij, Valerij Vesko                 | Szovjetunió      |
| 1993 Koppenhága  | Nikolaj Buhalov       | Bulgária         | Kolonics György, Horváth Csaba                    | Magyarország    | Hoffmann Ervin, Szabó Attila, Gáspár Boldizsár, Novák Ferenc                         | Magyarország     |
| 1994 Mexikóváros | Nikolaj Buhalov       | Bulgária         | Georghe Andriev, Grigore Obreja                   | Románia         | Hoffmann Ervin, Szabó Attila, Gáspár Boldizsár, Novák Ferenc                         | Magyarország     |
| 1995 Duisburg    | Nikolaj Buhalov       | Bulgária         | Kolonics György, Horváth Csaba                    | Magyarország    | Hoffmann Ervin, Szabó Attila, Kolonics György, Horváth Csaba                         | Magyarország     |
| 1997 Dartmouth   | Martin Doktor         | Csehország       | Kolonics György, Horváth Csaba                    | Magyarország    | Kolonics György, Horváth Csaba, Hüttner Csaba, Szuszkó László                        | Magyarország     |
| 1998 Szeged      | Makszim Opaljov       | Oroszország      | Kolonics György, Horváth Csaba                    | Magyarország    | Horváth Csaba, Kolonics György, Szuszkó László, Hüttner Csaba                        | Magyarország     |
| 1999 Milánó      | Makszim Opaljov       | Oroszország      | Daniel Jedraszko, Pawel Baraszkiewicz             | Lengyelország   | Roman Krugljakov, Vlagyimir Ladoha, Konsztantin Fomicsev, Andrej Kabanov             | Oroszország      |
| 2001 Poznań      | Makszim Opaljov       | Oroszország      | Ibrahim Rojas, Leobaldo Pereira                   | Kuba            | Iosif Anisim, Florin Popescu, Ionel Averian, Mihail Vartolomei                       | Románia          |
| 2002 Sevilla     | Makszim Opaljov       | Oroszország      | Ledi F. Balceiro, Ibrahim Rojas                   | Kuba            | Ionel Averian, Mitica Pricop, Florin Popescu, Mihail Vartolomei                      | Románia          |
| 2003 Gainesville | Andreas Dittmer       | Németország      | Pawel Baraszkiewicz, Daniel Jedraszko             | Lengyelország   | Szergej Ulegin, Alekszandr Kosztoglod, Roman Krugljakov, Makszim Opaljov             | Oroszország      |
| 2005 Zágráb      | Andreas Dittmer       | Németország      | Christian Gille, Tomasz Wylenzek                  | Németország     | Loredan Popa, Silviu Simionescu, Florin Popescu, Josif Chirila                       | Románia          |
| 2006 Szeged      | Makszim Opaljov       | Oroszország      | Szergej Uljegin, Alekszandr Kosztoglod            | Oroszország     | Dmitrij Rabcsanka, Dmitrij Vjacsiskin, Konsztantyin Scsarbak, Alekszndr Vancsenszkij | Fehéroroszország |
| 2007 Duisburg    | David Cal Figueroa    | Spanyolország    | Kozmann György, Kolonics György                   | Magyarország    | Balázs Péter, Horváth Gábor, Joób Márton, Sarudi Pál                                 | Magyarország     |
| 2009 Dartmouth   | Gyanisz Harazsa       | Fehéroroszország | Stefan Holz, Robert Nuck                          | Németország     |                                                                                      |                  |
| 2010 Poznań      | Gyanisz Harazsa       | Fehéroroszország | Liviu-Alexandru Dumitrescu-Lazar, Victor Michachi | Románia         |                                                                                      |                  |
| 2011 Szeged      | Vlagyimir Fegyoszenko | Oroszország      | Liviu-Alexandru Dumitrescu-Lazar, Victor Michachi | Románia         |                                                                                      |                  |

### 1000 m-es versenyszámok
| Év, helyszín      | Kenu egyes (C1)    | Kenu egyes (C1)  | Kenu páros (C2)                                   | Kenu páros (C2)  | Kenu négyes (C4)                                                                | Kenu négyes (C4) |
| 1938 Växholm      | Otto Neumüller     | Németország 1933 | Rupert Weinstabl, Karl Proisl                     | Németország 1933 |                                                                                 |                  |
| 1950 Koppenhága   | Josef Holeček      | Csehszlovákia    | Jan Brzák, Bohumil Kudrna                         | Csehszlovákia    |                                                                                 |                  |
| 1954 Mâcon        | Parti János        | Magyarország     | Kurt Leibhardt, Engelbert Lulla                   | Ausztria         |                                                                                 |                  |
| 1958 Prága        | Gennagyij Buharin  | Szovjetunió      | Alexe Dumitru, Simion Ismailciuc                  | Románia          |                                                                                 |                  |
| 1963 Jajca        | Simion Ismailciuc  | Románia          | Achim Sidorov, Alexe Iacovici                     | Románia          |                                                                                 |                  |
| 1966 Kelet-Berlin | Detlef Lewe        | NSZK             | Vicol Calabiciov, Serghei Covaliov                | Románia          |                                                                                 |                  |
| 1970 Koppenhága   | Tatai Tibor        | Magyarország     | Ivan Patzaichin, Serghei Covaliov                 | Románia          |                                                                                 |                  |
| 1971 Belgrád      | Detlef Lewe        | NSZK             | Wichmann Tamás, Petrikovics Gyula                 | Magyarország     |                                                                                 |                  |
| 1973 Tampere      | Ivan Patzaichin    | Románia          | Georghe Danielov, Georghe Simionov                | Románia          |                                                                                 |                  |
| 1974 Mexikóváros  | Vaszilij Jurcsenko | Szovjetunió      | Vladiszlavasz Ceszjunasz, Mihail Lobanov          | Szovjetunió      |                                                                                 |                  |
| 1975 Belgrád      | Vaszilij Jurcsenko | Szovjetunió      | Árva Gábor, Povázsay Péter                        | Magyarország     |                                                                                 |                  |
| 1977 Szófia       | Ivan Patzaichin    | Románia          | Vaszilij Jurcsenko, Jurij Lobanov                 | Szovjetunió      |                                                                                 |                  |
| 1978 Belgrád      | Matija Ljubek      | Jugoszlávia      | Buday Tamás, Frey Oszkár                          | Magyarország     |                                                                                 |                  |
| 1979 Duisburg     | Wichmann Tamás     | Magyarország     | Vaszilij Jurcsenko, Jurij Lobanov                 | Szovjetunió      |                                                                                 |                  |
| 1981 Nottingham   | Ulrich Papke       | NDK              | Ivan Patzaichin, Toma Simionov                    | Románia          |                                                                                 |                  |
| 1982 Belgrád      | Jörg Schmidt       | NDK              | Sarusi Kis János, Hajdú Gyula                     | Magyarország     |                                                                                 |                  |
| 1983 Tampere      | Vaszilij Bereza    | Szovjetunió      | Ivan Patzaichin, Toma Simionov                    | Románia          |                                                                                 |                  |
| 1985 Mechelen     | Ivan Klementyev    | Szovjetunió      | Olaf Heukrodt, Alexander Schuck                   | NDK              |                                                                                 |                  |
| 1986 Montréal     | Aurel Macarencu    | Románia          | Sarusi Kis János, Vaskuti István                  | Magyarország     |                                                                                 |                  |
| 1987 Duisburg     | Olaf Heukrodt      | NDK              | Jurij Gurin, Valerij Vesko                        | Szovjetunió      |                                                                                 |                  |
| 1989 Plovdiv      | Ivan Klementyev    | Szovjetunió      | Arne Nielsson, Christian Frederiksen              | Dánia            | Jurij Gurin, Nyikolaj Zsuravszkij, Viktor Renyejszkij, Valerij Vesko            | Szovjetunió      |
| 1990 Poznań       | Ivan Klementyev    | Szovjetunió      | Ulrich Papke, Ingo Spelly                         | NDK              | Jurij Gurin, Nyikolaj Zsuravszkij, Viktor Renyejszkij, Valerij Vesko            | Szovjetunió      |
| 1991 Párizs       | Ivan Klementyev    | Szovjetunió      | Ulrich Papke, Ingo Spelly                         | Németország      | Jurij Gurin, Nyikolaj Zsuravszkij, Viktor Renyejszkij, Valerij Vesko            | Szovjetunió      |
| 1993 Koppenhága   | Ivan Klementyev    | Lettország       | Christian Frederiksen, Arne Nielsson              | Dánia            | Pulai Imre, Kolonics György, Takács Tibor, Bohács Zsolt                         | Magyarország     |
| 1994 Mexikóváros  | Ivan Klementyev    | Lettország       | Andreas Dittmer, Gunar Kirchbach                  | Németország      | Pulai Imre, Kolonics György, Takács Tibor, Bohács Zsolt                         | Magyarország     |
| 1995 Duisburg     | Pulai Imre         | Magyarország     | Kolonics György, Horváth Csaba                    | Magyarország     | Marcel Glavan, Cosmin Pasca, Antonei Borsan, Florin Popescu                     | Románia          |
| 1997 Dartmouth    | Andreas Dittmer    | Németország      | Gunar Kirchbach, Matthias Röder                   | Németország      | Marcel Glavan, Cosmin Pasca, Antonei Borsan, Florin Popescu                     | Románia          |
| 1998 Szeged       | Steve Giles        | Kanada           | Alekszandr Kovaljov, Alekszandr Kosztoglod        | Oroszország      | Horváth Csaba, Belicza Béla, Szuszkó László, Hüttner Csaba                      | Magyarország     |
| 1999 Milánó       | Makszim Opaljov    | Oroszország      | Alekszandr Kovaljov, Alekszandr Kosztoglod        | Oroszország      | Ignat Kovaljov, Konsztantin Fomicsev, Alekszej Volkonszkij, Andrej Kabanov      | Oroszország      |
| 2001 Poznań       | Andreas Dittmer    | Németország      | Marcin Kobierski, Michal Sliwinski                | Lengyelország    | Zala György, Kozmann György, Belicza Béla, Iván Gábor                           | Magyarország     |
| 2002 Sevilla      | Andreas Dittmer    | Németország      | Marcin Kobierski, Michal Sliwinski                | Lengyelország    | Andrzej Jezierski, Adam Ginter, Michal Gajownik, Roman Rynkiewicz               | Lengyelország    |
| 2003 Gainesville  | Andreas Dittmer    | Németország      | Silviu Simiocencu, Florin Popescu                 | Románia          | Hüttner Csaba, Joób Márton, Pulai Imre, Novák Ferenc                            | Magyarország     |
| 2005 Zágráb       | Andreas Dittmer    | Németország      | Christian Gille, Tomasz Wylenzek                  | Németország      | Andrzej Jezierski, Michal Gajownik, Wojcieh Tyszynski, Michal Sliwinski         | Lengyelország    |
| 2006 Szeged       | Everardo Cristóbal | Mexikó           | Kolonics György, Kozmann György                   | Magyarország     | Robert Nuck, Stephan Holtz, Thomas Lück, Stephan Breuing                        | Németország      |
| 2007 Duisburg     | Vajda Attila       | Magyarország     | Christian Gille, Tomasz Wylenzek                  | Németország      | Josif Chirila, Andrei Cuculici, Silviu Simioncenco, Loredan Popa                | Románia          |
| 2009 Dartmouth    | Vagyim Menykov     | Üzbegisztán      | Eric Leue, Tomasz Wylenzek                        | Németország      | Gyanisz Harazsa, Dmitrij Rabcsanka, Dmitrij Vajciskin, Aljakszandr Vaucsetszkij | Fehéroroszország |
| 2010 Poznań       | Vagyim Menykov     | Üzbegisztán      | Liviu-Alexandru Dumitrescu-Lazar, Victor Michachi | Románia          | Gyanisz Harazsa, Dmitrij Rabcsanka, Dmitrij Vojciszkin, Aljakszandr Vancstszki  | Fehéroroszország |
| 2011 Szeged       | Vajda Attila       | Magyarország     | Stefan Holtz, Tomasz Wylenzek                     | Németország      | Gyanisz Harazsa, Dmitrij Rabcsanka, Dmitrij Vojciszkin, Aljakszandr Vancstszki  | Fehéroroszország |

### 5000 m-es versenyszám
| Év          | Kenu egyes (C1) | Kenu egyes (C1) |
| 2010 Poznań | Ronald Verch    | Németország     |
| 2011 Szeged | Mihajlo Kosman  | Ukrajna         |

### 10 000m-es (megszűnt) versenyszámok
| Év                | Kenu egyes (C1)    | Kenu egyes (C1) | Kenu páros (C2)                          | Kenu páros (C2) |
| 1938 Växholm      |                    |                 | Bohuslav Karlik, Jan Brzák               | Csehszlovákia   |
| 1950 Koppenhága   | Robert Boutigny    | Franciaország   | Jan Brzák, Bohumil Kudrna                | Csehszlovákia   |
| 1954 Mâcon        | Jiři Vokner        | Csehszlovákia   | Wieland Károly, Halmai József            | Magyarország    |
| 1958 Prága        | Gennagyij Buharin  | Szovjetunió     | Sztyepan Oszcsepkov, Alekszandr Szilajev | Szovjetunió     |
| 1963 Jajca        | Mihail Zamotyin    | Szovjetunió     | Leonyid Gejstor, Szergej Makarenko       | Szovjetunió     |
| 1966 Kelet-Berlin | Hajba Antal        | Magyarország    | Petre Maxim, Aurel Simionov              | Románia         |
| 1970 Koppenhága   | Wichmann Tamás     | Magyarország    | Petre Maxim, Aurel Simionov              | Románia         |
| 1971 Belgrád      | Wichmann Tamás     | Magyarország    | Naum Prokupec, Alekszandr Vinogradov     | Szovjetunió     |
| 1973 Tampere      | Vaszilij Jurcsenko | Szovjetunió     | Vladiszlavasz Ceszjunasz, Jurij Lobanov  | Szovjetunió     |
| 1974 Mexikóváros  | Wichmann Tamás     | Magyarország    | Vladiszlavasz Ceszjunasz, Mihail Lobanov | Szovjetunió     |
| 1975 Belgrád      | Vaszilij Jurcsenko | Szovjetunió     | Vladiszlavasz Ceszjunasz, Mihail Lobanov | Szovjetunió     |
| 1977 Szófia       | Wichmann Tamás     | Magyarország    | Szergej Petrenko, Jurij Lobanov          | Szovjetunió     |
| 1978 Belgrád      | Ivan Patzaichin    | Románia         | Buday Tamás, Vaskuti István              | Magyarország    |
| 1979 Duisburg     | Wichmann Tamás     | Magyarország    | Vaszilij Jurcsenko, Jurij Lobanov        | Szovjetunió     |
| 1981 Nottingham   | Wichmann Tamás     | Magyarország    | Buday Tamás, Vaskuti István              | Magyarország    |
| 1982 Belgrád      | Wichmann Tamás     | Magyarország    | Ivan Patzaichin, Toma Simionov           | Románia         |
| 1983 Tampere      | Jiři Vrdlovec      | Csehszlovákia   | Buday Tamás, Vaskuti István              | Magyarország    |
| 1985 Mechelen     | Jiři Vrdlovec      | Csehszlovákia   | Matija Ljubek, Mirko Nisovic             | Jugoszlávia     |
| 1986 Montréal     | Aurel Macarencu    | Románia         | Marek Lbik, Marek Dopierala              | Lengyelország   |
| 1987 Duisburg     | Ivan Sabijan       | Jugoszlávia     | Arne Nielsson, Christian Frederiksen     | Dánia           |
| 1989 Plovdiv      | Ivan Klementyev    | Szovjetunió     | Arne Nielsson, Christian Frederiksen     | Dánia           |
| 1990 Poznań       | Bohács Zsolt       | Magyarország    | Arne Nielsson, Christian Frederiksen     | Dánia           |
| 1991 Párizs       | Bohács Zsolt       | Magyarország    | Gyulay István, Pétervári Pál             | Magyarország    |
| 1993 Koppenhága   | Bohács Zsolt       | Magyarország    | Christian Frederiksen, Arne Nielsson     | Dánia           |

## Nők
| Év          | Kenu egyes (C1) 200 m   | Kenu egyes (C1) 200 m | Kenu páros (C2) 500 m                       | Kenu páros (C2) 500 m |  |
| 2011 Szeged | Laurince Vincet-Lapoint | Kanada                | Mallorie Nicholson, Laurince Vincet-Lapoint | Kanada                |  |

## Lásd még
- A síkvízi kajakozás világbajnokainak listája
- A maratoni távú kajakozás-kenuzás világbajnokainak listája
- A szlalomkajakozás és -kenuzás világbajnokainak listája